# Delilah (chanson de Queen)
Pour les articles homonymes, voir Delilah.
Delilah est une chanson du groupe de rock britannique Queen. Écrite principalement par Freddie Mercury, elle figure sur le 14e album studio du groupe, Innuendo ,sorti en 1991. La chanson a d'autre part été sortie en single en Thailande où elle a atteint la 1re place.

## Composition
Mercury a créé cette chanson dédiée à son chat favori, Delilah. Brian May a d'autre part utilisé une talk box pour son solo. Plus tard, Roger Taylor affirma qu'il n'aimait pas particulièrement la chanson et qu'il accepta de l'inclure dans l'album pour ne pas peiner Mercury, dont l'état de santé s'était dégradé. La chanson a d'autre part atteint 62 000 hits sur Last.fm. La tonalité principale du morceau est Sol majeur.

## Charts
| Pays (1992) | Place |
| ----------- | ----- |
| Thaïlande   | 1     |

## Personnel
- Freddie Mercury - chant, claviers
- Roger Taylor - percussions
- Brian May - guitares
- John Deacon - guitare basse